# Piazza grande (Tosca e Silvia Pérez Cruz)
Piazza grande è un singolo della cantante italiana Tosca e della cantante spagnola Silvia Pérez Cruz, pubblicato il 19 giugno 2020.

## Descrizione
Si tratta di una reinterpretazione dell'omonimo brano di Lucio Dalla, arrangiata ed orchestrata da Joe Barbieri e presentata da Tosca durante la terza serata del Festival di Sanremo 2020 con la cantante spagnola Silvia Pérez Cruz. Le due hanno poi vinto la serata dedicata alle cover.

## Video musicale
Il videoclip del brano è stato realizzato dall'artista Andrea Spinelli e consiste in un video animato composto da 1124 acquerelli dipinti a mano. È stato reso disponibile il 18 giugno 2020 in anteprima sul sito web del Corriere della Sera.

## Tracce
1. Piazza Grande – 3:15